# Gage (Oklahoma)
Gage – miasto w Stanach Zjednoczonych, w stanie Oklahoma, w hrabstwie Ellis.